# Kunupia
Kunupia é um gênero de traça pertencente à família Arctiidae.